# تفجير كابول يوليو 2016
تفجيرات كابول 2016 هي تفجيرات وقعت في العاصمة الأفغانية كابل عندما كان متظاهرون من شيعة أقلية عرقية الهزارة يهتفون ضد مشروع ميغا TUTAP للطاقة. قتل على الأقل 80 شخصاً وجرح ما يقارب 260 شخصاً. وقد أعلن تنظيم تنظيم الدولة الإسلامية مسؤوليته عن التفجير عبر وكالة أعماق الإخبارية التابعة له.

## ردود الفعل

### محلية
أعلنت حكومة أفغانستان يوم حداد على ضحايا التفجير الذي استهدف مسيرة احتجاجية في العاصمة كابول
وتعهد الرئيس الأفغاني أشرف غني، في خطاب بثه التلفزيون، بالثأر من المسؤولين عن التفجير.

### دولية
- الأمم المتحدة : أدان الأمين العام لأمم المتحدة بان كي مون، والسيد تاداميتشي ياماموتو، المساعد الخاص لأمين عام الأمم المتحدة لبعثة المساعدة لأفغانستان الهجوم الإرهابي على المظاهرة السلمية في كابول، واصفا الهجوم بأنه جريمة نكراء [10]
- السعودية: عبر مصدر مسؤول بوزارة الخارجية عن إدانة المملكة العربية السعودية واستنكارها الشديدين للتفجير الإرهابي الذي وقع في العاصمة الأفغانية كابول، وأسفر عن سقوط عشرات القتلى والجرحى.[11]
- مصر: أعرب المستشار أحمد أبو زيد، المتحدث الرسمي باسم وزارة الخارجية، عن إدانة مصر بأشد وأقوي العبارات للتفجير الانتحاري بالعاصمة الأفغانية كابول والذي أسفر عن سقوط عدد كبير من القتلى والجرحي.[12]
- إيران: دانت إيران السبت الاعتداء الذي أودى بحياة ثمانين شخصا خلال تظاهرة للهزارة الشيعة في كابول ودعت إلى «اتحاد» المسلمين السنة والشيعة في مواجهة المتطرفين.[13]
- باكستان: أدانت باكستان بقوة الهجوم الانتحاري الذي وقع السبت في كابول، وقتل خلاله أكثر من 80 شخصاً، طبقاً لما ذكرته صحيفة “ديلي باكستان” الأحد.[14]
- المكسيك: أعربت حكومة المكسيك ممثلة بوزارة الخارجية عن أسفها العميق للهجوم الإرهابي في كابول والذي أسفر عن مقتل أكثر من 60 شخصا وإصابة أكثر من مائتين آخرين.[15]
- الولايات المتحدة: دانت الولايات المتحدة بأشد العبارات الهجوم الانتحاري البشع الذي استهدف تظاهرة في العاصمة الأفغانية كابول اليوم وراح ضحيته عشرات القتلى والمصابين.[16]
- المملكة المتحدة: أدانت الحكومة البريطانية الهجمات التي استهدفت متظاهرين سلميين في العاصمة الأفغانية كابول، والتي أوقعت عشرات القتلى المدنيين.[17]
- فرنسا: أعلن المتحدث باسم الخارجية الفرنسية رومان نادال، إدانة بلاده للهجوم الذي وقع اليوم السبت، بالعاصمة الأفغانية «كابول»، وأسفر عن سقوط العديد من القتلى والجرحى.[18]
- تركيا: أدانت وزارة الخارجية التركية، الهجوم الانتحاري الإرهابي، الذي استهدف بسيارة مفخخة، مظاهرة في العاصمة الأفغانية كابول، السبت، مخلفاً عشرات القتلى والجرحى.[19]
- الصين: أعربت الصين عن إدانتها الشديدة للتفجير الانتحاري الذي استهدف مظاهرة سلمية في كابول عاصمة أفغانستان، وأسفر عن مقتل 80 شخصا على الأقل وإصابة المئات.[20]

## منفذ الهجوم
تبنى تنظيم الدولة الإسلامية (داعش) الهجوم، حسب وكالة أعماق وأكد أن المنفذ هو أحد الإرهابيين النشطين التابعين لتنظيم في أفغانستان.